# 1096 Reunerta
1096 Reunerta eller 1928 OB är en asteroid i huvudbältet, som upptäcktes 21 juli 1928 av den engelske astronomen Harry E. Wood i Johannesburg. Den har fått sitt namn efter Theodore Reunert, en vän till upptäckaren.
Asteroiden har en diameter på ungefär 42 kilometer.